# Степове (Костянтинівський старостинський округ)
Степове — селище в Україні, у Краснокутській селищній громаді Богодухівського району Харківської області. Населення становить 9 осіб. До 2020 орган місцевого самоврядування — Костянтинівська селищна рада.

## Географія
Селище Степове знаходиться у верхів'ях балки Карайків Яр, на відстані 2 км від села В'язова. Поряд з селищем проходить вузькоколійна залізнична гілка, станція Молочарка.

## Історія
12 червня 2020 року, розпорядженням Кабінету Міністрів України № 725-р «Про визначення адміністративних центрів та затвердження територій територіальних громад Харківської області», увійшло до складу Краснокутської селищної громади.
19 липня 2020 року, в результаті адміністративно-територіальної реформи та ліквідації Краснокутського району, селище увійшло до складу Богодухівського району.